# Chor Hooi Yee
Chor Hooi Yee (* 4. Mai 1979) ist eine malaysische Badmintonspielerin. 

## Karriere
Chor Hooi Yee wurde 1995 Dritte bei den Südostasienspielen im Mixed mit Roslin Hashim. Drei Jahre später gewann sie zusammen mit Lim Pek Siah bei den Commonwealth Games Silber beim Badmintonwettbewerb im Damendoppel. 1999 siegte sie bei den Südostasienspielen und den Polish International. 2003 war sie bei den Australian Open erfolgreich, 2004 bei den Hungarian International.

## Sportliche Erfolge
| Saison | Veranstaltung                           | Disziplin   | Platz | Name                             |
| ------ | --------------------------------------- | ----------- | ----- | -------------------------------- |
| 1995   | Südostasienspiele                       | Mixed       | 3     | M. Roslin Hashim / Chor Hooi Yee |
| 1997   | Indien: Internationale Meisterschaften  | Mixed       | 3     | Tan Kim Her / Chor Hooi Yee      |
| 1998   | Commonwealth Games                      | Damendoppel | 2     | Lim Pek Siah / Chor Hooi Yee     |
| 1999   | Polish International                    | Damendoppel | 1     | Ang Li Peng / Chor Hooi Yee      |
| 1999   | Südostasienspiele                       | Mixed       | 1     | Chew Choon Eng / Chor Hooi Yee   |
| 1999   | Hongkong Open                           | Damendoppel | 5     | Ang Li Peng / Chor Hooi Yee      |
| 2000   | Taiwan Open                             | Mixed       | 5     | Chew Choon Eng / Chor Hooi Yee   |
| 2003   | Australian Open                         | Mixed       | 1     | Ng Kean Kok / Chor Hooi Yee      |
| 2004   | Hungarian International                 | Damendoppel | 1     | Lim Pek Siah / Chor Hooi Yee     |
| 2007   | Bahrain: Internationale Meisterschaften | Damendoppel | 2     | Wong Wai See / Chor Hooi Yee     |